# Metronomo

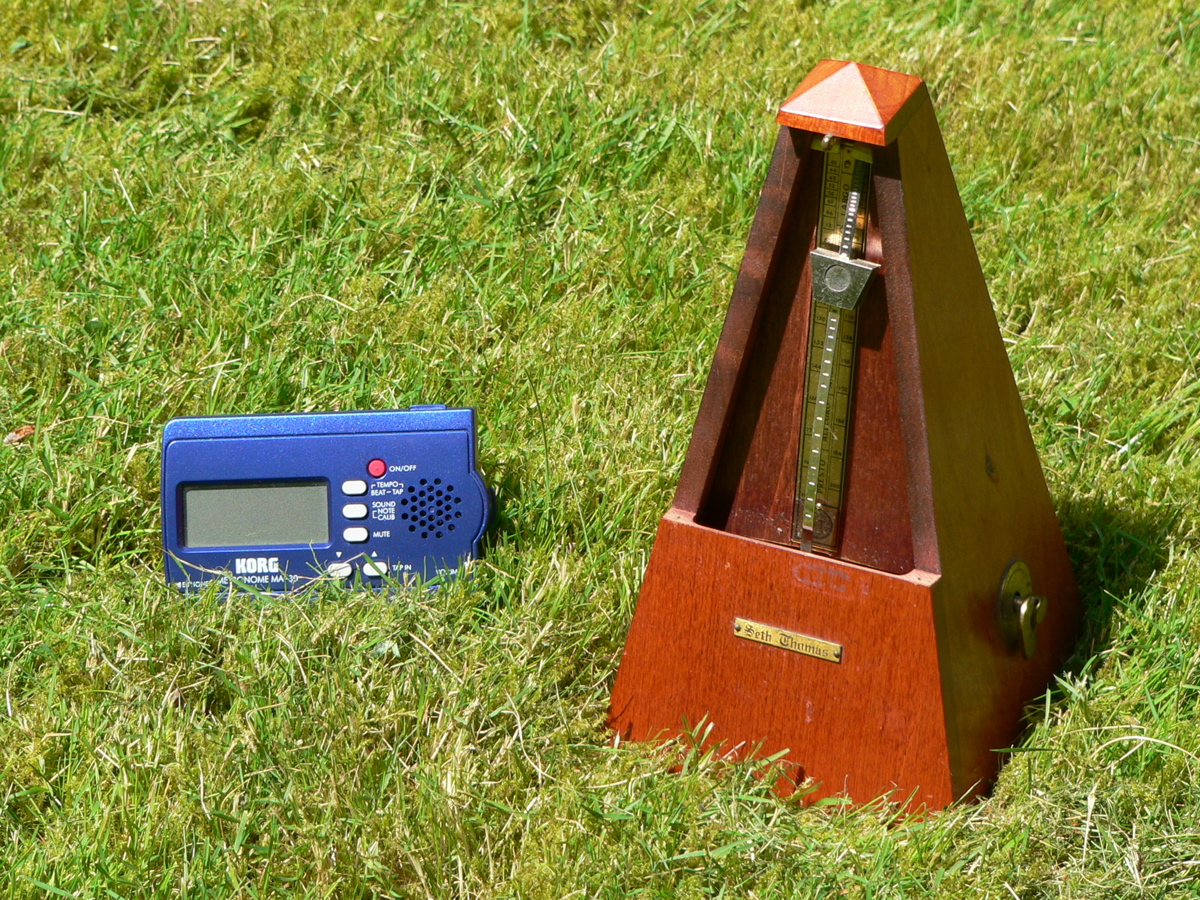
Metronomo meccanico (a destra) ed elettronico (a sinistra)

Il metronomo, dal greco μέτρον (métron, "misura") e νέμω (némo, "amministro", "guido"), è uno strumento usato in ambito musicale per misurare il tempo ed esplicitare quindi la scansione ritmica.

I numeri di metronomo sono siglati MM, cioè Metronomo Mälzel, o anche BPM, Beats Per Minute (Battiti Per Minuto).  Serve come strumento di misurazione della velocità del tempo musicale, sia soprattutto come sussidio allo studio di un brano musicale, consentendo al musicista di essere supportato da un battito costante, che lo aiuta ad evitare di accelerare o rallentare.

I numeri di metronomo comunemente utilizzabili vanno da 40 a 208 secondo una scala consuetudinaria che comprende solo alcuni particolari valori, permettendo una differenziazione ritmica tra i gradi della scala sufficientemente apprezzabile. Solo alcuni metronomi elettronici o software permettono l'utilizzazione di qualsiasi valore numerico.

## L'etimologia
La parola compare per la prima volta nel 1815 e viene creata da Johann Nepomuk Mälzel mediante l'unione di due parole greche: metron = misura + nomos = regola.

## La storia del metronomo
La possibilità di indicare la velocità di esecuzione di un brano riferendosi a dei parametri sufficientemente precisi e replicabili è sempre stata una necessità vitale per il musicista dall'avvento della musica mensurale.
Nel XV e XVI secolo (ma la pratica è in uso fino al settecento inoltrato) era utilizzato il tactus, basato principalmente sull'auscultazione del battito del polso, e da questa pulsazione di base partiva un sistema di proporzioni su cui si basavano tutti i tempi dell'esecuzione musicale. Tuttavia il tempo del battito cardiaco non è affatto standard e tale sistema di misurazione era estremamente approssimativo.
Fu Galileo Galilei che, nel 1583, osservando una lampada del Duomo di Pisa scoprì l'isocronismo del pendolo e aprì così la strada alla possibilità di misurare e riprodurre la velocità di una pulsazione ritmica.
Tra le prime testimonianze disponibili, pare che Christoph Bernhard (1628 - 1692), allievo e cantore di Heinrich Schütz, abbia usato l'oscillazione di un pendolo per determinare la velocità di esecuzione di un brano (episodio desunto da Johann Mattheson, Der volkommene capellmeister, 1739).
Il primo utilizzo, sia pure solo sotto il profilo teorico, del pendolo avviene con Thomas Mace (Musick's Monument, Londra 1676). Un ulteriore perfezionamento anche sul piano pratico fu condotto nel 1696 da Étienne Loulié (Elémens ou principes de musique, mis dans un nouvel ordre), che mise a punto il primo metronomo graduato, chiamato Cronometro di Loulié, costituito da un peso fissato a un filo che non produceva battiti udibili ma andava osservato.
Questo modello fu, a sua volta, rielaborato nella sua forma definitiva a doppio pendolo dall'orologiaio di Amsterdam Dietrich Nikolaus Winkel (1777 – 1826), che va considerato il vero inventore del metronomo moderno.
Johann Nepomuk Mälzel nel 1816 brevettò lo strumento, modificandolo per ottenere un battito anche sonoro e non solo visivo.
Winkel gli fece causa e la vinse, tuttavia Mälzel continuò a godere sia della fama che dei benefici economici dell'invenzione non sua, tanto che Beethoven dedicò a Mälzel, come inventore del metronomo, il Canone a quattro voci "Ta ta ta ta" (WoO 162 - edito in Beethoven Werke S. 23, n. 256, 2), presente anche nel tema del 2º movimento (Allegretto scherzando) dell'ottava Sinfonia del 1812.

## Il metronomo e la pratica musicale
Ludwig van Beethoven fu tra i primi compositori a valersi del metronomo. Le 
sue indicazioni sono, tuttavia, molto controverse, e lui stesso apportò numerosi e drastici cambiamenti alle proprie stesse prescrizioni; forse tali controversie potrebbero spiegarsi con il fatto che i primi metronomi avevano l'asticella graduata molto distante dalla placca dove erano scritti i numeri, pertanto, se il numero veniva letto stando seduto al pianoforte o veniva letto stando in piedi, il valore corrispondente poteva essere estremamente diverso.
Da Beethoven in poi, il numero di metronomo diventa un elemento sempre più usato nella scrittura musicale, fino al caso estremo di molte composizioni del Novecento in cui vengono a scomparire le tradizionali indicazioni di tempo (Adagio, Allegro, ecc...) per sostituirle con i laconici ma precisi numeri (es. ♪ = 72).
Perfino la musica del passato, precedente all'invenzione dell'apparecchio, viene metronomizzata dai revisori per motivi pratici e didattici.
L'uso del metronomo diventa molto utile anche nella didattica dello strumento; un passaggio veloce viene studiato a partire da un tempo più lento e, in seguito si aumenta di una tacca per volta fino ad arrivare al tempo di esecuzione; soprattutto nella musica romantica, per tradizione eseguita con frequenti cambiamenti arbitrari di tempo (rallentandi, rubati, ecc...) studiare un passaggio rigorosamente a tempo per garantirne la correttezza ritmica interna diviene un elemento importante dello studio.

## Le critiche

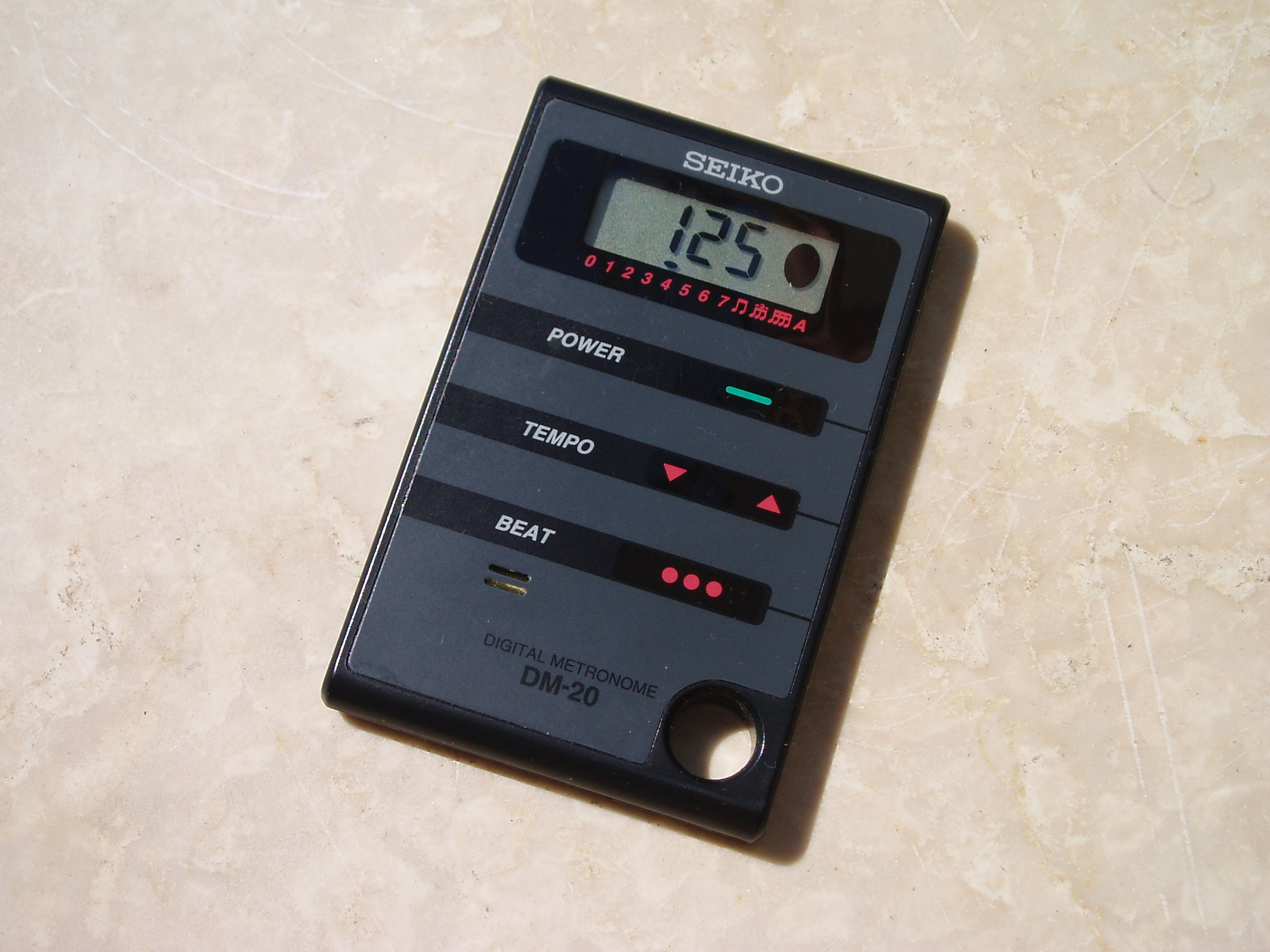
Un metronomo elettronico della grandezza di una carta di credito

L'uso del metronomo nella pratica compositiva e nella didattica musicale è sempre stato oggetto di numerose critiche, le cui motivazioni sono molto diverse e personali, difficili da sintetizzare in tipologie condivise.
Tra i compositori più noti a criticare l'uso del metronomo ricordiamo Felix Mendelssohn, Richard Wagner, Giuseppe Verdi e Johannes Brahms, i quali, tuttavia, non disdegnarono di corredare le loro composizioni di indicazioni metronomiche.
Nell'interpretazione della musica, poi, se da un lato il numero di metronomo permette di sapere esattamente a quale velocità il compositore ha pensato un brano, quindi di eseguire tale brano nella maniera più fedele possibile, dall'altra parte tende a livellare le differenze agogiche e ad inibire la libertà creativa dell'interprete. Per altro, va considerato che la velocità di esecuzione di un pezzo va rapportata a troppe situazioni (per esempio, in una sala con grande riverbero occorre suonare a tempi più lenti per evitare l'eccessiva sovrapposizione dei suoni) che non possono essere riassunte e standardizzate con un numero preciso e immutabile.
Nello studio strumentale numerosi insegnanti criticano l'uso del metronomo perché porta facilmente ad uno studio meccanicistico, ripetitivo, poco basato sull'auto-ascolto e poco creativo. Visto che molta musica, oltretutto, richiede un'articolazione della scansione ritmica basata su schemi non isocroni (es. il groove, lo swing jazzistico, il rubato romantico, il valzer viennese con il 2 anticipato, ecc.), molti didatti e concertisti trovano lo studio a metronomo controproducente e dannoso.

## Uso del metronomo come strumento musicale
Il metronomo è nato come uno strumento di misura della pulsazione ritmica, e tale è sempre rimasto il suo uso principale. 
Il caratteristico ticchettio che produce, tuttavia, ha portato ad impiegarlo più volte anche come strumento musicale. L'uso più famoso è quello di György Ligeti che nel 1962 compose Poème Symphonique for 100 metronomes.
Tuttavia ci sono stati altri usi celebri del metronomo per creare un ticchettio leggero e continuo, senza l'uso di strumenti a percussione, come per esempio in "Distractions" (Flowers in the Dirt) di Paul McCartney (1989), dove McCartney, seguendo il ritmo regolare del metronomo, eseguiva una traccia ritmica percuotendo varie parti del suo corpo, oppure nel tema di Addio a Cheyenne, dalla colonna sonora di C'era una volta il West di Ennio Morricone, dove il ticchettio è deliberatamente rallentato e distorto per ottenere l'effetto drammatico desiderato.

## Funzionamento
Il metronomo meccanico si basa sulla terza legge dell'oscillazione pendolare: dalla caratteristica forma piramidale, è costituito da una sorta di pendolo capovolto, con un'asta graduata fra le frequenze 40 e 208 al minuto primo ed un peso, detto lente, che si può spostare lungo quest'asta selezionando le pulsazioni per minuto, chiamate, nella comune pratica musicale, numeri di metronomo.

## Tipi di metronomo

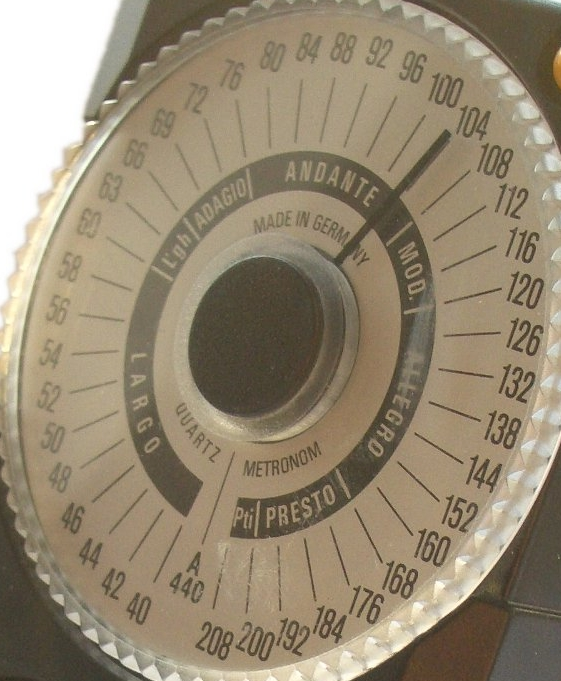
La rotella graduata di un moderno metronomo elettronico

Oltre al tradizionale metronomo meccanico di cui sopra, l'avvento dell'elettronica e dell'informatica ha portato a innumerevoli tipi diversi di metronomo.
Esistono quindi metronomi elettronici, metronomi software e siti web che offrono le funzioni di un metronomo (vedi la sezione Collegamenti esterni). I metronomi software si trovano sia come programmi a sé, sia come funzioni di utilità all'interno di altri programmi musicali, particolarmente programmi di sequencer o di hard disk recording.
Anche i metronomi elettronici sono spesso integrati in altre apparecchiature, per esempio negli orologi, negli accordatori elettronici e nelle varie tipologie di strumenti musicali digitali.

## Tabella approssimativa delle indicazioni di tempo
Si sottolinea che questa tabella ha un valore totalmente convenzionale ed approssimativo e che le varie indicazioni di tempo vanno comunque interpretate con enormi differenze nel loro contesto culturale, storico, interpretativo e ambientale. Si rammenta anche che si possono comunemente trovare numerose tabelle differenti da questa (i valori del metronomo nell'illustrazione ne sono un esempio).
| Indicazione                  | Numeri di metronomo |
| ---------------------------- | ------------------- |
| Grave (▶)                    | 40–44               |
| Largo (▶) / Larghetto (▶)    | 44–50               |
| Lento (▶) / Adagio (▶)       | 50–60               |
| Andante (▶) / Andantino (▶)  | 60–80               |
| Moderato (▶)                 | 80–100              |
| Allegretto (▶) / Allegro (▶) | 100–126             |
| Vivace (▶)                   | 126–144             |
| Presto (▶) / Prestissimo (▶) | 144–208             |